# Gewog di Mewang
Il gewog di Mewang è uno degli otto raggruppamenti di villaggi del distretto di Thimphu, nella regione Occidentale, in Bhutan.